# Benedict Kingsbury
Benedict Kingsbury (* 1961) ist ein neuseeländischer Jurist und Professor an der New York University.

## Ausbildung und beruflicher Werdegang
Kingsbury erhielt seine universitäre Ausbildung an der University of Canterbury, wo er 1981 den Bachelor of Laws mit Schwerpunkt im Wirtschaftsrecht erwarb. Hieran schloss sich ein, durch ein Rhodes-Stipendium gefördertes Studium am Balliol College der Universität Oxford an. Dieses schloss er 1984 mit einem Master of Philosophy mit Schwerpunkt Internationale Beziehungen ab. Zunächst blieb Kingsbury in Oxford und promovierte bei Ian Brownlie. Nach Abschluss seiner Dissertation war er in Oxford als Dozent für Rechtswissenschaften tätig, bevor er 1993 Ruf auf eine Professur an der Duke University annahm. 1998 wechselte er an die New York University. Dort war er bis 2009 auch zuständig für die Koordination des LL.M.-Programms. Seit 2002 ist Kingsbury Direktor des Instituts für Völkerrecht. Er forscht vor allem im Bereich des internationalen Verwaltungsrechts. Daneben hat er sich auf Fragen der Rechtsstellung indigener Völker innerhalb des Völkerrechts spezialisiert. Neben seiner Tätigkeit an der New York University nahm Kingsbury schon mehrfach Gastprofessuren, unter anderem an der Harvard University, den Universitäten in Tokio und Padua, sowie an der Sorbonne in Paris wahr.
Kingsbury ist seit 1985 als Anwalt in Neuseeland zugelassen.

## Mitgliedschaften und Auszeichnungen
Kingsbury erhielt 1999 den Ferenc-Deák-Preis der Amerikanischen Gesellschaft für internationales Recht. Seit 2003 ist er Mitherausgeber des American Journal of International Law, seit April 2013 neben José Enrique Alvarez stellvertretender Chefredakteur. Daneben ist er beratend für mehrere völkerrechtliche Fachzeitschriften tätig, so etwa für das European Journal of International Law. Kingsbury gehört dem wissenschaftlichen Beirat des Centro Internazionale di Studi Gentiliani an.

## Veröffentlichungen (Auswahl)
- Roles of Law in the Regulatory States of the South . In: Navroz Dubash, Bronwen Morgan  (Hrsg.): The Rise of the Regulatory State of the Global South . Oxford University Press, Oxford 2013, ISBN 978-0-19-967716-0, S. 256–266.
- Governance by Indicators: Global Power through Classification and Rankings. Oxford University Press, Oxford 2012, ISBN 978-0-19-965824-4
- The Concept of “Law” in International Administrative Law. In: European Journal of International Law. 20 (2009), ISSN 0938-5428, S. 23–57.